# Глицерофосфат магния
Глицерофосфат магния — химическое соединение,
соль магния и глицерофосфорной кислоты
с формулой (CH2OH)2CHOPO3Mg,
кристаллы,
растворяется в воде.

## Получение
- Действие глицерофосфорной кислоты на гидроксид магния:

{\displaystyle {\mathsf {Mg(OH)_{2}+(CH_{2}OH)_{2}CHOPO_{3}H_{2}\ {\xrightarrow {}}\ (CH_{2}OH)_{2}CHOPO_{3}Mg+2H_{2}O}}}

## Физические свойства
Глицерофосфат магния образует кристаллы.
Растворяется в воде, не растворяется в этаноле.

## Применение
- Стабилизатор полимеров.
- Пищевая добавка с высоким содержания магния, которая часто входит в состав витаминно-минеральных комплексов для спортсменов и биологически активных добавок.  Стимулирует работу нервов и мышц, поддерживает их тонус, увеличивает клеточную способность поглощать кислород.